# Reineke von Hoberg (1426-1471)
Reineke von Hoberg (ca. 1426-voor 1471) heer van Tatenhausen. Hij was een zoon van Hendrik von Hoberg (1390-1444) en Margaretha (Martha / Mette) Kettler (1400-1455).
Hij trouwde met NN von Nagel. Uit zijn huwelijk zijn de volgende kinderen geboren:
- Bernd von Hoberg, heer van Tatenhausen (ca. 1470 - na 1490)
- Johan von Hoberg, heer van Tatenhausen en Waldenburg (1470-1525)

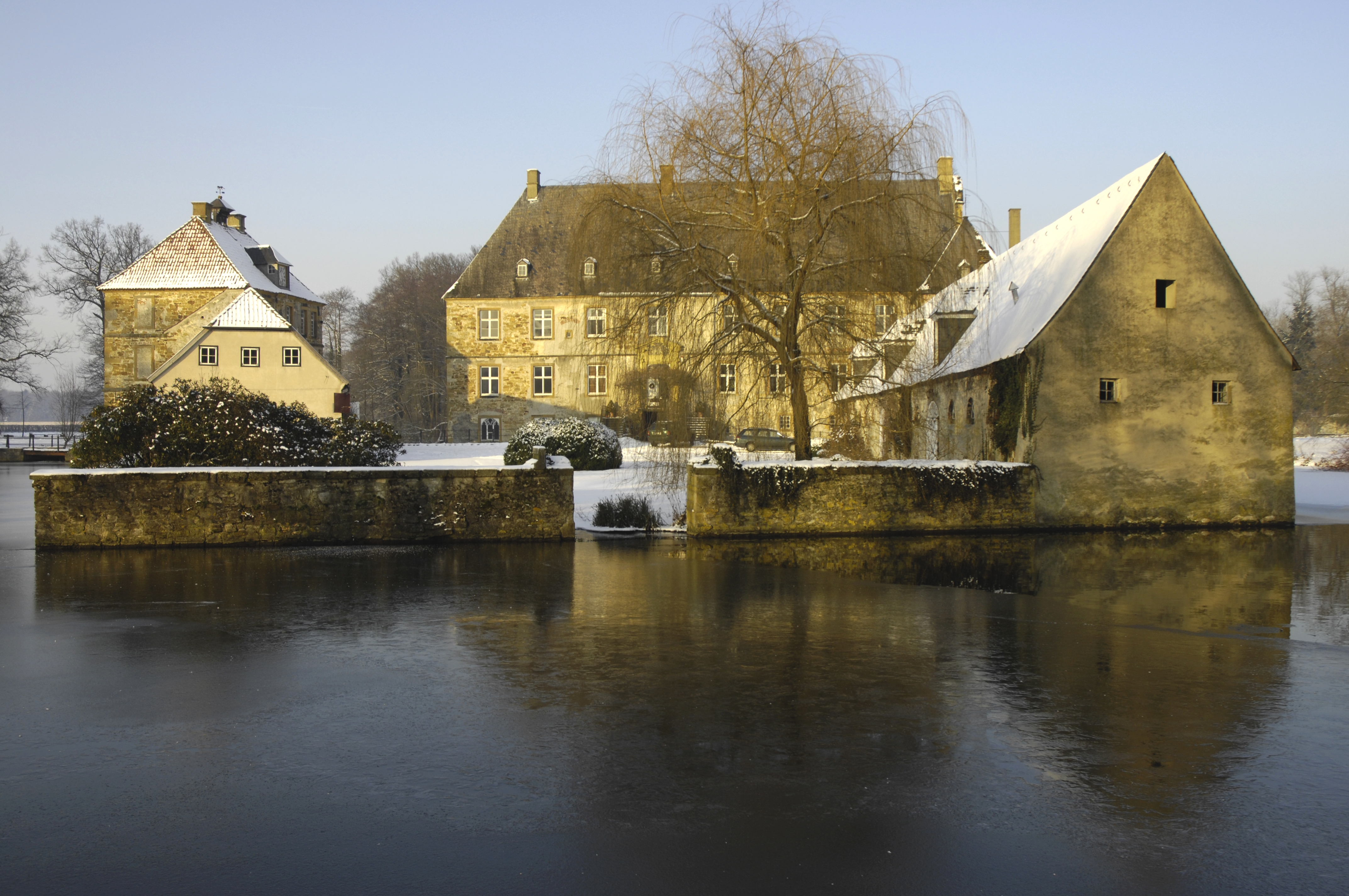
Slot Tatenhausen